# Цойне, Иоганн Август

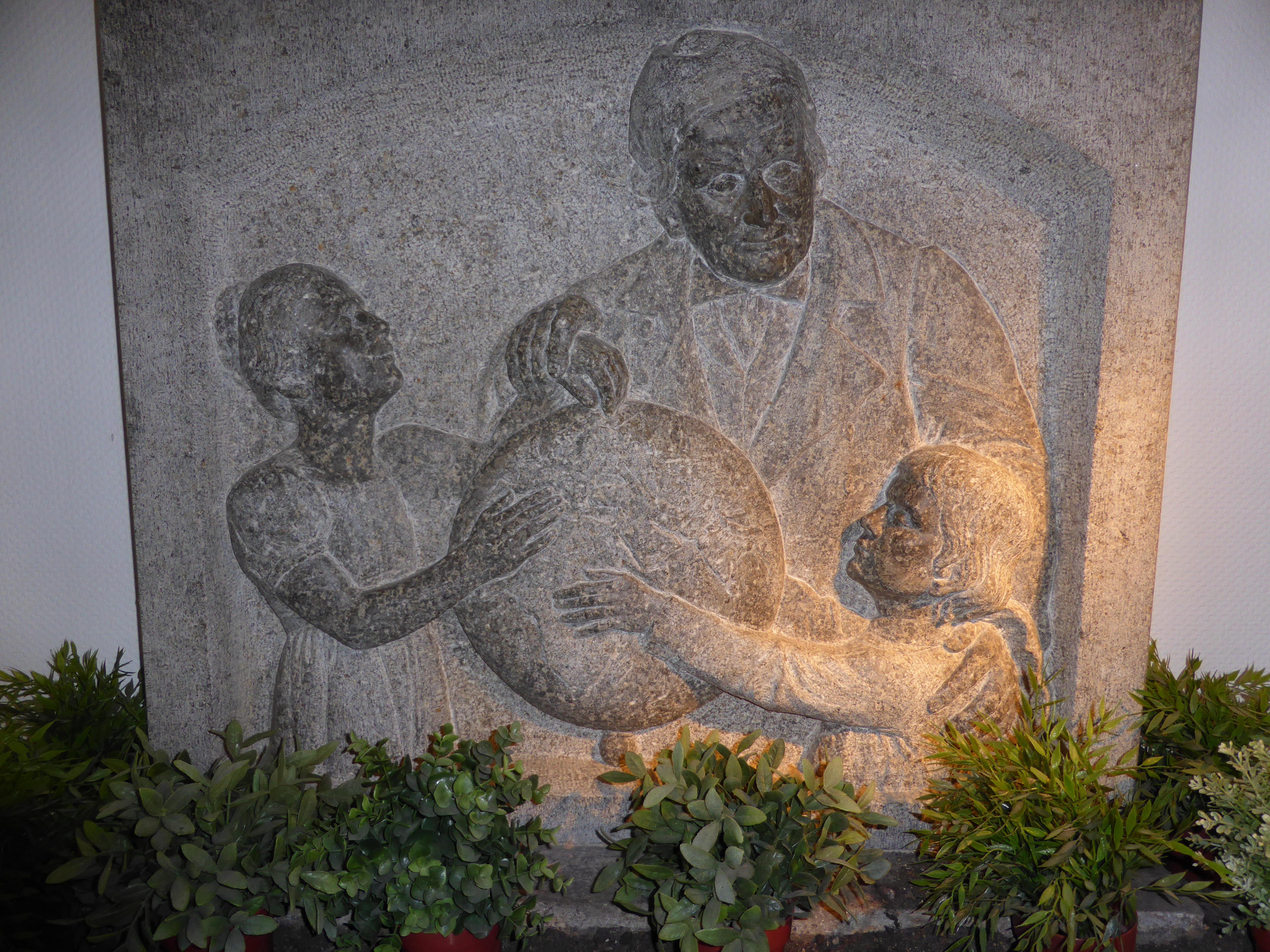
Барельеф на школе для слепых в Берлине

Иоганн Август Цойне (нем. Johann August Zeune; 12 мая 1778, Виттенберг — 14 ноября 1853, Берлин) — немецкий педагог, германист, публицист, основатель берлинской школы и фонда для слепых. Доктор наук.

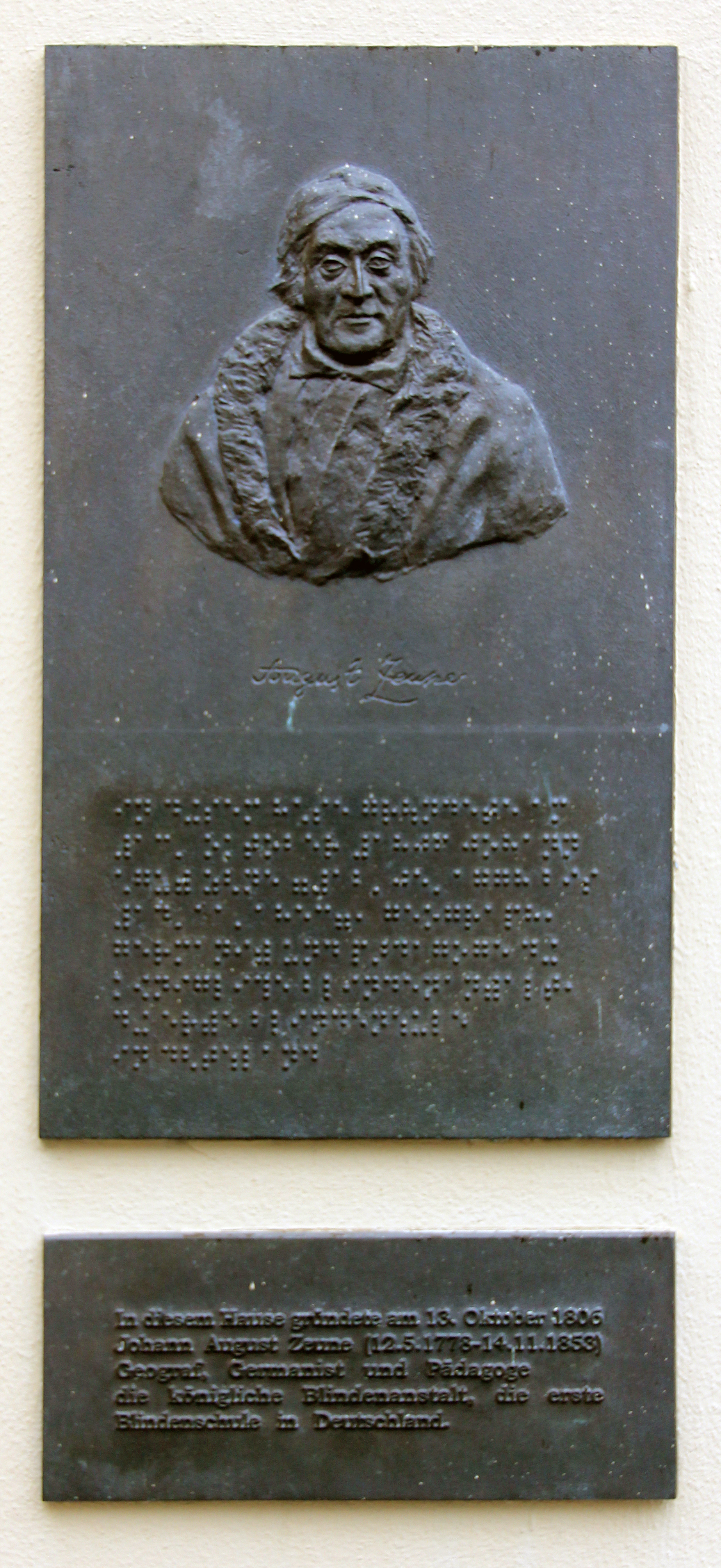
Мемориальная доска Цойне в Берлине

## Биография
Родился в семье профессора греческого языка Виттенбергского университета. С 1798 года обучался в университете Виттенберга, где получил докторскую степень в области истории географии. Со временем стал профессором географии в Альма матер.
С 1803 года жил в Берлине, работал преподавателем первой и старейшей гимназии в Берлине гимназии Серого монастыря. Поддерживал дружеские отношения с философом Иоганном Готлибом Фихте, языковедом Отто Гейнзиусом и естествоиспытателем Йоганном Петером Мюллером.
Под влиянием идей Валентина Гаюи занимался офтальмологией. Король Фридрих Вильгельм III в августе 1806 года издал указ о создании учреждения для слепых в Берлине и поручил Цойне сделать это. 13 октября 1806 г. Цойне начать преподавать там. Это была первая школа для слепых в Германии.
Во время Войны четвёртой коалиции спас школу от разрушения.
В 1810 году стал профессором географии в Берлинском университете. С 1811 по 1821 год также читал лекции о немецком языке и литературе там же. Его справочник по воспитанию слепых «Велизарий» («Belisar», 1808) и труд «Гея. Попытка научной географии» («Gea. Versuch einer wissenschaftlichen Erdkunde», 1808).
Совместно с Фридрихом Людвигом Яном и Отто Фридрих Гейнзиусом в 1814 году основал Берлинское общество немецкого языка.
Стал известным в академических кругах, благодаря изобретению рельефных глобусов.
В преклонном возрасте потерял зрение. Умер в Берлине.

## Память
- Школа для слепых в Берлине носит его имя.
- Одна из набережных в Штеглице названа его именем.
- К 100-летнему юбилею школы для слепых (1906) открыт барельеф.